# بنك دولة الإمبراطورية الروسية
بنك دولة الإمبراطورية الروسية (الروسية: Государственный банк Российской Империи) كان البنك الرئيسي للإمبراطورية الروسية من 1860 حتي 1917. وهو يعد سلف البنك المركزي للاتحاد الروسي.

## التاريخ
أنشئ بنك الدولة في 31 ماي 1860 على قاعدة بنك الدولة التجاري بأمر من الإمبراطور ألكسندر الثاني. هذا الامر صدق على النظام الأساسي للمصرف. وفقا للنظام الأساسي، كانت البنك مملوكا للدولة، مخصصا للائتمان قصير الأجل للتجارة والصناعة.
في أوائل عام 1917 ، كان للبنك 11 فرعا و 133 مكتب دائم و 5 مكاتب مؤقتة و 42 وكالة. في 7 تشرين الثاني 1917 تم تفكيك بنك الدولة وخلفه بنك الشعب في روسيا الاتحادية الاشتراكية السوفياتية (حتى 1922) و بنك الدولة في الاتحاد السوفياتي (حتى 1991). بعد تفكك الاتحاد السوفياتي في عام 1991 ، تم إنشاء بنك مركزي جديد هو البنك المركزي للاتحاد الروسي.

## مدراء بنك الدولة
- 1860-1866 : الكسندر فون ستيغليز
- 1866-1881 : يفغيني لامانسكي(عمل حتى 1867)
- 1881-1889 : ألكسي تسيمسن
- 1889-1894 : يولي زوكوفسكي
- 1894-1903 : ادوارد بليسك
- 1903-1909 : سيرجي تيماشيف
- 1909-1914 : ألكسي كوشين
- 1914-1917 : ايفان تشيبوف

## وصلات خارجية
- إنشاء بنك الدولة
- بنك دولة الامبراطورية الروسية في موقع البنك المركزي للاتحاد الروسي